# NGC 6784
NGC 6784 é uma galáxia elíptica (E-S0) localizada na direcção da constelação de Pavo. Possui uma declinação de -65° 37' 36" e uma ascensão recta de 19 horas, 26 minutos e 31,2 segundos.
A galáxia NGC 6784 foi descoberta em 23 de Junho de 1835 por John Herschel.